# Pinanga subterranea
Pinanga subterranea — вид квіткових рослин з родини пальмових (Arecaceae). Це перша описана пальма, що квітне та плодоносить під землею.

## Середовище проживання
Pinanga subterranea широко розповсюджена в первинних тропічних лісах на заході Борнео, охоплюючи Саравак (Малайзія) і Калімантан (Індонезія). В основному реєструється в низинних змішаних двокрилих лісових долинах і на схилах біля струмків. На глинистих ґрунтах на крейді, червоних ґрунтах або піщано-глинистих ґрунтах до висоти 650 метрів.

## Біологія
Підземне цвітіння та плодоношення Pinanga subterranea є серйозними проблемами для запилення та розповсюдження насіння. Квіти, закопані під землею, недоступні для більшості типових запилювачів пальм, таких як бджоли чи жуки. Проте, зав’язування плодів і насіння в підземній місцевості Пінанга зазвичай високе, що вказує на існування ефективного способу запилення. Суцвіття у Pinanga однодомні, отже може відбуватися самозапилення. Однак дрібні комахи ще можуть відігравати роль у запиленні. Ці припущення щодо запилення та самозапилення потребують обґрунтування польовими даними спостережень. Щодо розповсюдження насіння, то польові спостереження показують, що бородаті свині (Sus barbatus) є ефективними розсіювачами насіння підземних рослин Pinanga. Цікаво те, що плоди яскраво-червоні, попри те, що вони знаходяться під землею.

## Використання
Хоча плоди приховані під землею, їх активно шукають як лісову закуску жителі Центрального Калімантану (Індонезія), коли зустрічають пальму. Солодкий соковитий м'якуш плодів розжовують, а тверде насіння випльовують. З огляду на те, що пальма широко відома корінним жителям, можливо, дивно, що Pinanga subterranea досі уникла наукового опису ботаніками.